# Памятник букве «ё»
Памятник букве «ё» — памятник в Ульяновске. Открыт 4 сентября 2005 года, а 3 ноября того же года был установлен современный памятник.

## История создания памятника
В 2001 году город объявил конкурс на лучший проект памятника букве «ё» с расчётом установить его в честь 205-летия применения буквы. Победителем конкурса стал один из инициаторов установки памятника — ульяновский художник Александр Зинин.
Его проект представлял собой гранитную стелу со вдавленной буквой ё в виде увеличенной копии литеры, напечатанной в слове «слёзы» на странице 176 в альманахе «Аониды» в 1797 году. Открытие памятника было приурочено к 160-летию установки в Симбирске памятника Н. М. Карамзину — издателю альманаха «Аониды».
Памятник был открыт 4 сентября 2005 года на бульваре «Новый Венец», около Ульяновской областной научной библиотеки имени В. И. Ленина. К назначенному времени художник не получил заказанный красный гранит, пришлось заказать в компании ритуальных услуг временный памятник из чёрного гранита.
3 ноября 2005 года памятник был изготовлен и занял своё место в соответствии с первоначальным замыслом. Треугольную призму изготовил ульяновский филиал «Военно-Мемориальной Компании». Высота памятника 2,05 метра. Масса — более трёх тонн.

## Памятник в искусстве
Памятник букве «ё» был упомянут в серии про Ульяновск в цикле мультфильмов «Мульти-Россия» и в детской передаче «В гостях у Деда-Краеведа» телеканала «Карусель».